# Bundesstraße 82
Die deutsche Bundesstraße 82 (Abkürzung: B 82) ist eine deutsche Bundesstraße und führt von Rhüden über Goslar nach Schöningen.

## Verlauf
Sie beginnt in Groß Rhüden an der Bundesstraße 243 (Hildesheim–Nordhausen) im Landkreis Goslar und kreuzt unmittelbar östlich die Bundesautobahn 7 (Hannover–Kassel; AS Rhüden/Harz). Von hier aus führt sie zunächst gen Osten am Rand zwischen Innerstebergland und dem Harz entlang und kreuzt bei Hahausen die Bundesstraße 248 (Seesen–Braunschweig). Ab hier ist die B 82 als Fernstraße im 2+1-System ausgeführt und umfährt die Orte Langelsheim und Astfeld.
Im Stadtgebiet von Goslar zweigt zunächst eine Nebentrasse zur Bundesstraße 6 ab, die ab dem anderen Ende autobahnähnlich ausgebaut ist und zusammen mit der B 82 eine überregional wichtige Relation von der A 7 zur Bundesautobahn 36 aus dem Raum Nordharz bildet (A 7–B 82–B 6–A 369–A 36). In der Stadt Goslar bildet die B 82 einen Stadtring, der die Altstadt in einem Südbogen umkurvt und hier die Bundesstraße 241 (Osterode–Clausthal-Zellerfeld–Goslar) aufnimmt. Weiter östlich folgt ein Abzweig zur Bundesstraße 498 (Osterode–Altenau–Goslar), die aus dem Stadtteil Oker kommend in die B 6 mündet. Nach einer weiteren Auffahrt an der B 6 verlässt die B 82 das Goslarer Stadtgebiet, ab hier ist sie ausnahmslos zweispurig ausgelegt, ihre Bedeutung ist verglichen zum Teilstück Rhüden–Goslar untergeordnet. Sie führt in nordöstliche Richtung und mündet jenseits des Harly in die A 36 bei Schladen (AS Schladen-Süd) im Landkreis Wolfenbüttel.
An der Abfahrt Schladen-Nord bildet die B 82 eine Ortsumgehung für Schladen. Sie durchquert nach Osten Hornburg und führt ab hier in nordöstliche Richtung durch die dünn besiedelte, aber fruchtbare Landschaft zwischen dem Großen Bruch im Süden und den Elm im Nordosten. Die B 82 kreuzt in Semmenstedt die Bundesstraße 79 (Wolfenbüttel–Quedlinburg) und erreicht am Rand des Elms Schöppenstedt. Hier knickt sie in östliche Richtung ab und endet in Schöningen in der Bundesstraße 244 (Wittingen–Wernigerode).

### Gebietskörperschaften
- Niedersachsen
  - Landkreis Goslar
    - Stadt Seesen: Rhüden
    - Stadt Langelsheim: Hahausen, Astfeld
    - Stadt Goslar: Immenrode, Weddingen

  - Landkreis Wolfenbüttel
    - Gemeinde Schladen-Werla: Beuchte, Schladen, Isingerode, Hornburg
    - Samtgemeinde Oderwald: Seinstedt
    - Samtgemeinde Elm-Asse: Hedeper, Semmenstedt, Berklingen, Schöppenstedt, Dahlum

  - Landkreis Helmstedt
    - Samtgemeinde Heeseberg: Wobeck
    - Stadt Schöningen

In Schöningen erhält sie über die B 244 aus Richtung Wernigerode in Richtung Helmstedt Anschluss an die B 1 und die Autobahn A 2 in die Richtungen Berlin und Hannover.

### ÜberquerteGewässer
- Neile, bei Hahausen
- Innerste, bei Langelsheim
- Grane, bei Astfeld
- Weddebach, in Immenrode
- Oker, in Schladen
- Ilse, in Hornburg

## Geschichte
Die ursprüngliche Reichsstraße 82 hatte eine Länge von 15 Kilometern und verband die Reichsstraßen 6 und 64 (später 248) miteinander. Sie begann in Hahausen-Neuekrug an der R 64/248 und verließ als Goslarer Straße die Ortslage. Sie führte auf dem heute noch bestehenden befestigten Feldweg südlich der Bahnstrecke Neuekrug-Hahausen–Goslar. Bei der Abfahrt Langelsheim-West der heutigen B 82 kreuzte sie die Bahnstrecke und setzte sich in die heute noch bestehende Seesener Straße nach Langelsheim fort. Über die Lange Straße querte sie Langelsheim, ehe sie nach Osten weiterführte und in Astfeld den Namen Goslarsche Straße trug. Östlich von Astfeld wurde diese im Zuge der Ortsumgehung Langelsheim abgetrennt, führt aber ab hier auf den bestehenden B-82-Verlauf weiter. In Goslar endete sie schließlich an der Reichsstraße 6.
In den 1960er-Jahren wurde die B 82 nach Osten von Goslar über Schladen nach Schöningen bis zur B 244 verlängert, um eine bessere Anbindung des westdeutschen Gebiets nördlich des Großen Bruchs zu gewährleisten. Auch der Abschnitt zwischen Rhüden und Hahausen wurde nach dem Zweiten Weltkrieg aufgestuft beziehungsweise neugebaut, um eine Verbindung zur neuerrichteten Bundesautobahn 7 vom bisherigen Ende an der Bundesstraße 248 aus herzustellen.

### Ortsumgehung Langelsheim
Die Trasse nach Langelsheim über Herzog Juliushütte wurde zwischen 1994 und 2005 als eine dreistreifige, südliche Ortsumgehung als Teil der B 82 errichtet.
| AS Langelsheim-West – AS Langelsheim-Süd          | 1994 | 1999 | 2,2 km |
| AS Langelsheim-Süd – AS Langelsheim-Ost           | 1999 | 2002 | 2,0 km |
| AS Langelsheim-Ost – AS Astfeld/Goslarsche Straße | 1999 | 2005 | 3,7 km |
| Einzelnachweis:                                   |      |      |        |

### Hahausen – Langelsheim
Am 18. September 2017 wurde auf einer Länge von 5,2 Kilometern mit den Vorbereitungen zum Umbau des Straßenquerschnitts zur wechselseitig dreispurigen Straße im Bereich zwischen den Abfahrten Langelsheim-West und Hahausen/B 248 begonnen. Im Zuge dessen wurde am 25. September 2017 zunächst mit der höhenfreien Umgestaltung der Kreuzung zur L 496 zu einer einseitigen Abfahrt begonnen, das Bauwerk wurde am 3. Dezember 2018 freigegeben.
Die eigentlichen Arbeiten begannen mit der Sanierung der Oberbodendecke auf dem Straßenstück am 11. Juli 2019. Ab August/September 2019 ist dann die Erweiterung des Straßenquerschnitts vorgesehen, die Verkehrsfreigabe erfolgte am 15. November 2019. Die Gesamtkosten für den Umbau belaufen sich auf circa 15,0 Millionen Euro (Stand: 2018).

## Ausbauzustand

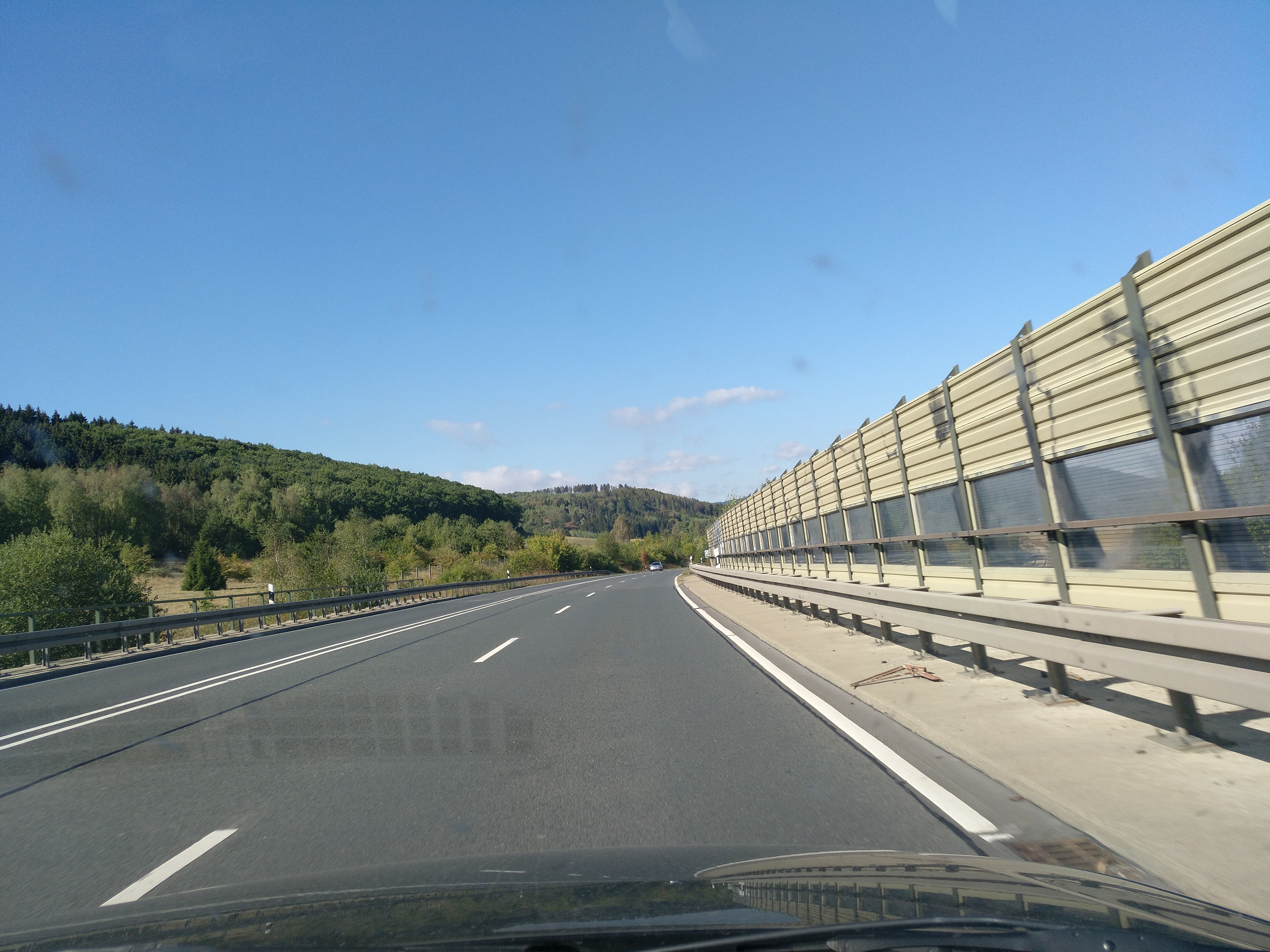
Bundesstraße 82 im 2+1-System bei Langelsheim

Der Ausbauzustand der B 82 gliedert sich wie folgt:
| Abschnitt                                             | Streifen | Trennstreifen | Bemerkung                     |
| ----------------------------------------------------- | -------- | ------------- | ----------------------------- |
| Rhüden – AS Rhüden                                    | 2        | nein          |                               |
| AS Rhüden – Hahausen                                  | 2        | nein          |                               |
| Hahausen – K 55 Astfeld                               | 3        | nein          | autobahnähnlich (2+1-Führung) |
| K 55 Astfeld – Goslar Astfelder Straße                | 2        | nein          |                               |
| Goslar Astfelder Straße – Goslar Hildesheimer Straße  | 4        | ja            | städtisch                     |
| Goslar Hildesheimer Straße – Goslar Immenröder Straße | 4        | ja            | städtisch                     |
| Goslar Immenröder Straße – AS Schladen-Süd            | 2        | nein          |                               |
| AS Schladen-Nord – Schöningen                         | 2        | nein          |                               |

### Ausbaupläne
In der Politik erwogen wurde und wird ein autobahnähnlicher (vierspuriger) Ausbau als B 82n, um die Lücke zwischen den Bundesautobahnen 7 und der ebenfalls zunächst als B 6 gewidmeten A 36 zu schließen.
Ein autobahnähnlicher Ausbau der B 82 ist jedoch nach Angaben des Niedersächsisches Ministeriums für Wirtschaft, Arbeit und Verkehr aus dem Jahr 2018 auch nach der Umwidmung der Bundesstraße 6 zur A 36/369 nicht vorgesehen, da Bauprojekten in anderen Regionen des Bundeslandes höhere Priorität eingeräumt wird.